# San Juan Bautista (Zurbarán)
San Juan Bautista es el tema de dos cuadros de Francisco de Zurbarán, que componen las referencias 128 y 270 en el catálogo razonado y crítico, realizado por Odile Delenda, historiadora del arte especializada en este pintor.

## Introducción
San Bruno y sus seis primeros compañeros —fundadores de la orden de los Cartujos— eligieron a san Juan Bautista como su segundo patrono. Por ello, no es de extrañar la representación de este santo en el retablo principal de un monasterio cartujo.

## Versión de la cartuja de Jerez

### Datos técnicos y registrales
- Originariamente, en el retablo del altar mayor de la cartuja de Jerez de la Frontera. probablemente a la izquierda del sagrario, formando pendant con el San Lorenzo del lado derecho.

- Actualmente en el Museo de Cádiz (Inv. n° 66)
- Pintura al óleo sobre lienzo, 61 x 81 cm;
- Fecha de realización: ca.1638-1639;[2]
- Catalogado por Odile Delenda con el número 128, y por Tiziana Frati con el 256-[3]

### Descripción de la obra
Zurbarán se aparta de los idealizados modelos italianos precedentes. Su Juan Bautista es un personaje real, un joven pastor de ruda hermosura, cuya delgadez musculosa hace verosímil una larga estancia en el desierto. Está representado hasta las rodillas, sentado, a contraluz, y parece dialogar con el cordero, remitiendo al pasaje Jn 1:29 del Evangelio de Juan. La composición es muy sobria, en una estructura piramidal, resuelta en colores beige y pardo.

### Procedencia
1. Cartuja de Jerez de la Frontera, retablo mayor;
2. Madrid, depósito del Rosario, 1810-1813, n° 75;
3. Madrid,, Real Academia de Bellas Artes de San Fernando, 1813-1820;
4. Jerez de la Frontera, Cartuja, 1820-1835;
5. Entró al museo en 1835-1836.[6]

## Versión de una colección privada

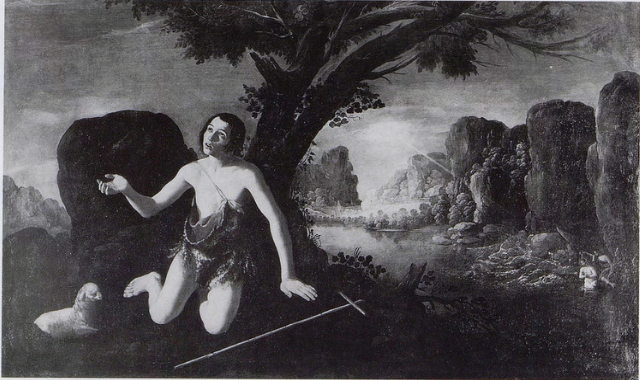
Versión de una Colección privada

### Datos técnicos y registrales
- Colección privada, Madrid;
- Pintura al óleo sobre lienzo, 119 x 196 cm;
- Fecha de realización: ca. 1659;[7]
- Catalogado por Odile Delenda con el número 270, y por Tiziana Frati con el 59.[8]

### Descripción de la obra
Esta obra solamente se conoce actualmente por una fotografía en blanco y negro. Es un lienzo insólito en el corpus de Zurbarán por su formato alargado, con un amplio paisaje fluvial, en cuya derecha aparece una diminuta escena del bautismo de Jesús. El árbol, en el centro, divide la escena en dos ámbitos, perfectamente complementados. A la izquierda, San Juan —en primer término—recibe una luz del cielo, y tiene a sus pies la figura poco lograda de un corderito. A la derecha se extiende un paisaje de suave luminosidad, con el detalle del Bautismo, que enriquece la composición y contribuye a identificar al personaje.

### Procedencia
1. Andalucía, colección Standish, legado a Louis-Philippe en 1841;
2. París, Galerie Espagnole de Louis-Philippe, 1842-1848;
3. Londres, venta Standish, Christie's, 27-28 de mayo de 1853, n° 215;
4. Londres, venta Drax, Christie's, 19 de febrero de 1910, n° 132 (6 £);
5. Londres, colección Quinto;
6. Barcelona, venta 1919, comprado por Juan Rifa Munt (50.000 pesetas);
7. Barcelona, colección Eduardo Rifá Anglada;
8. Barcelona, colección José Rifá de Molas y después colección de su esposa, Montserrat Rifá de Molas, 1969;
9. Madrid, colección Santos.[7]